# Prudhomat
Prudhomat est une commune française, située dans le nord-est du département du Lot en région Occitanie.
Elle est également dans la Limargue, une région naturelle occupant une dépression verdoyante entre les causses du Quercy et le Ségala quercynois.
Exposée à un climat océanique altéré, elle est drainée par la Cère, la Dordogne, la Bave, le Mamoul et par divers autres petits cours d'eau. Incluse dans le bassin de la Dordogne, la commune possède un patrimoine naturel remarquable : deux sites Natura 2000 (la « vallée de la Dordogne quercynoise » et la « vallée de la Cère et tributaires »), un espace protégé (le « cours lotois de la Dordogne ») et sept zones naturelles d'intérêt écologique, faunistique et floristique.
Prudhomat est une commune rurale qui compte 735 habitants en 2022. Elle fait partie de l'aire d'attraction de Biars-sur-Cère - Saint-Céré. Ses habitants sont appelés les Prudhomatois ou  Prudhomatoises.

## Géographie
Commune située en limite du Quercy, près du département de la Corrèze sur la Dordogne à la confluence avec les rivières, la Bave, le Mamoul et la Cère.

### Communes limitrophes
Les communes limitrophes sont  Autoire, Bretenoux, Gintrac, Girac, Loubressac, Saint-Michel-Loubéjou et Tauriac.
| Tauriac | Girac      | Bretenoux             |
| Gintrac | Prudhomat  | Saint-Michel-Loubéjou |
|         | Loubressac | Autoire               |

### Climat
Pour des articles plus généraux, voir Climat de l'Occitanie et Climat du Lot.
En 2010, le climat de la commune est de type climat méditerranéen altéré, selon une étude s'appuyant sur une série de données couvrant la période 1971-2000. En 2020, Météo-France publie une typologie des climats de la France métropolitaine dans laquelle la commune est dans une zone de transition entre le climat océanique altéré et le climat de montagne ou de marges de montagne et est dans la région climatique Ouest et nord-ouest du Massif Central, caractérisée par une pluviométrie annuelle de 900 à 1 500 mm, maximale en automne et en hiver.
Pour la période 1971-2000, la température annuelle moyenne est de 12,9 °C, avec une amplitude thermique annuelle de 16 °C. Le cumul annuel moyen de précipitations est de 987 mm, avec 11,6 jours de précipitations en janvier et 7 jours en juillet. Pour la période 1991-2020, la température moyenne annuelle observée sur la station météorologique la plus proche, située sur la commune de Sousceyrac-en-Quercy à 17,72 km à vol d'oiseau, est de 11,6 °C et le cumul annuel moyen de précipitations est de 1 299,2 mm,. Pour l'avenir, les paramètres climatiques de la commune estimés pour 2050 selon différents scénarios d’émission de gaz à effet de serre sont consultables sur un site dédié publié par Météo-France en novembre 2022.

### Milieux naturels et biodiversité

#### Espaces protégés
La protection réglementaire est le mode d’intervention le plus fort pour préserver des espaces naturels remarquables et leur biodiversité associée,.
La commune fait partie du bassin de la Dordogne, un territoire  reconnu réserve de biosphère par l'UNESCO en juillet 2012,.
Un  autre espace protégé est présent sur la commune : 
le « cours lotois de la Dordogne », objet d'un arrêté de protection de biotope, d'une superficie de 569,6 ha.

#### Réseau Natura 2000

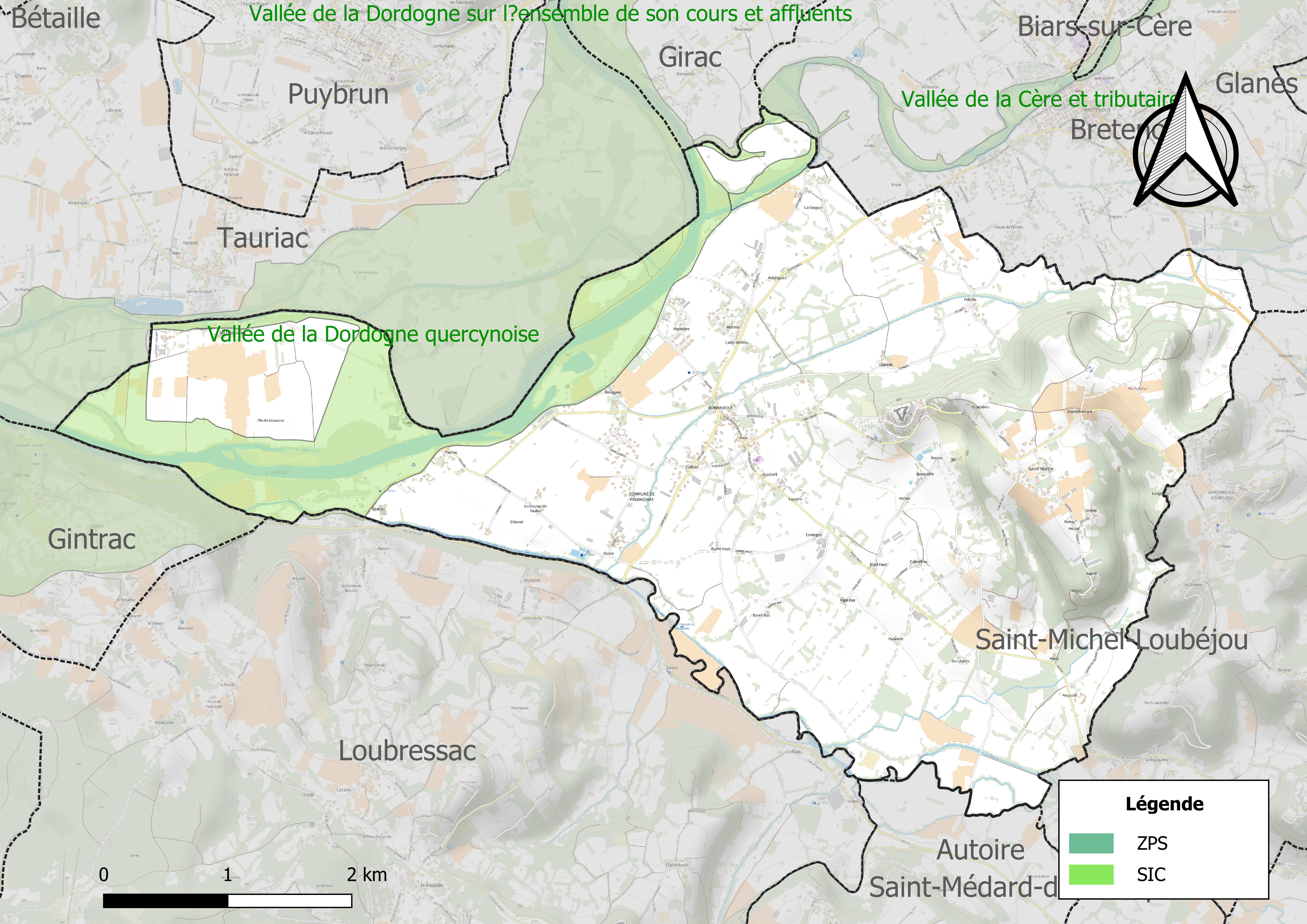
Sites Natura 2000 sur le territoire communal.

Le réseau Natura 2000 est un réseau écologique européen de sites naturels d'intérêt écologique élaboré à partir des directives habitats et oiseaux, constitué de zones spéciales de conservation (ZSC) et de zones de protection spéciale (ZPS).
Deux sites Natura 2000 ont été définis sur la commune au titre de la directive habitats :
- la « vallée de la Dordogne quercynoise », d'une superficie de 5 567 ha, qui présente des milieux aquatiques d'intérêt majeur et de un important éventail des milieux alluviaux qui abritent, outre un nombre significatif d'espèces de l'annexe II, de nombreuses espèces localisées à rares aux niveaux régional ou national[15] ;
- la « vallée de la Cère et tributaires », d'une superficie de 3 031 ha, qui présente un intérêt notable largement lié à la présence de frayères potentielles pour les poissons migrateurs anadromes (Salmo salar, Petromyzon marinus) ainsi que par la présence de la loutre[16] ;

#### Zones naturelles d'intérêt écologique, faunistique et floristique
L’inventaire des zones naturelles d'intérêt écologique, faunistique et floristique (ZNIEFF) a pour objectif de réaliser une couverture des zones les plus intéressantes sur le plan écologique, essentiellement dans la perspective d’améliorer la connaissance du patrimoine naturel national et de fournir aux différents décideurs un outil d’aide à la prise en compte de l’environnement dans l’aménagement du territoire.
Trois ZNIEFF de type 1 sont recensées sur la commune :
- le « château de Castelnau-Bretenoux et environs » (303 ha), couvrant 2 communes du département[18] ;
- « la Dordogne quercynoise » (2 081 ha), couvrant 24 communes dont deux en Corrèze, deux en Dordogne et vingt dans le Lot[19], qui comprend de nombreuses espèces déterminantes (soixante-six  animales et cinquante végétales) ;
- la « rivière de la Cère et ruisseau d'Orgues » (737 ha), couvrant 14 communes dont une dans le Cantal, quatre dans la Corrèze et neuf dans le Lot[20] ;

et quatre ZNIEFF de type 2, : 
- le « bassin du Mamoul » (2 278 ha), couvrant 11 communes du département[21] ;
- le « cours inférieur de la Bave » (56 ha), couvrant 8 communes du département[22] ;
- la « vallée de la Dordogne quercynoise » (8 758 ha), couvrant 28 communes[Note 4] : deux en Corrèze, deux en Dordogne et vingt-quatre dans le Lot[23] ;
- la « vallée et gorges de la Cère » (6 777 ha), couvrant 22 communes dont quatre dans le Cantal, six dans la Corrèze et 12 dans le Lot[24].

Cartes des ZNIEFF de type 1 et 2 à Prudhomat.
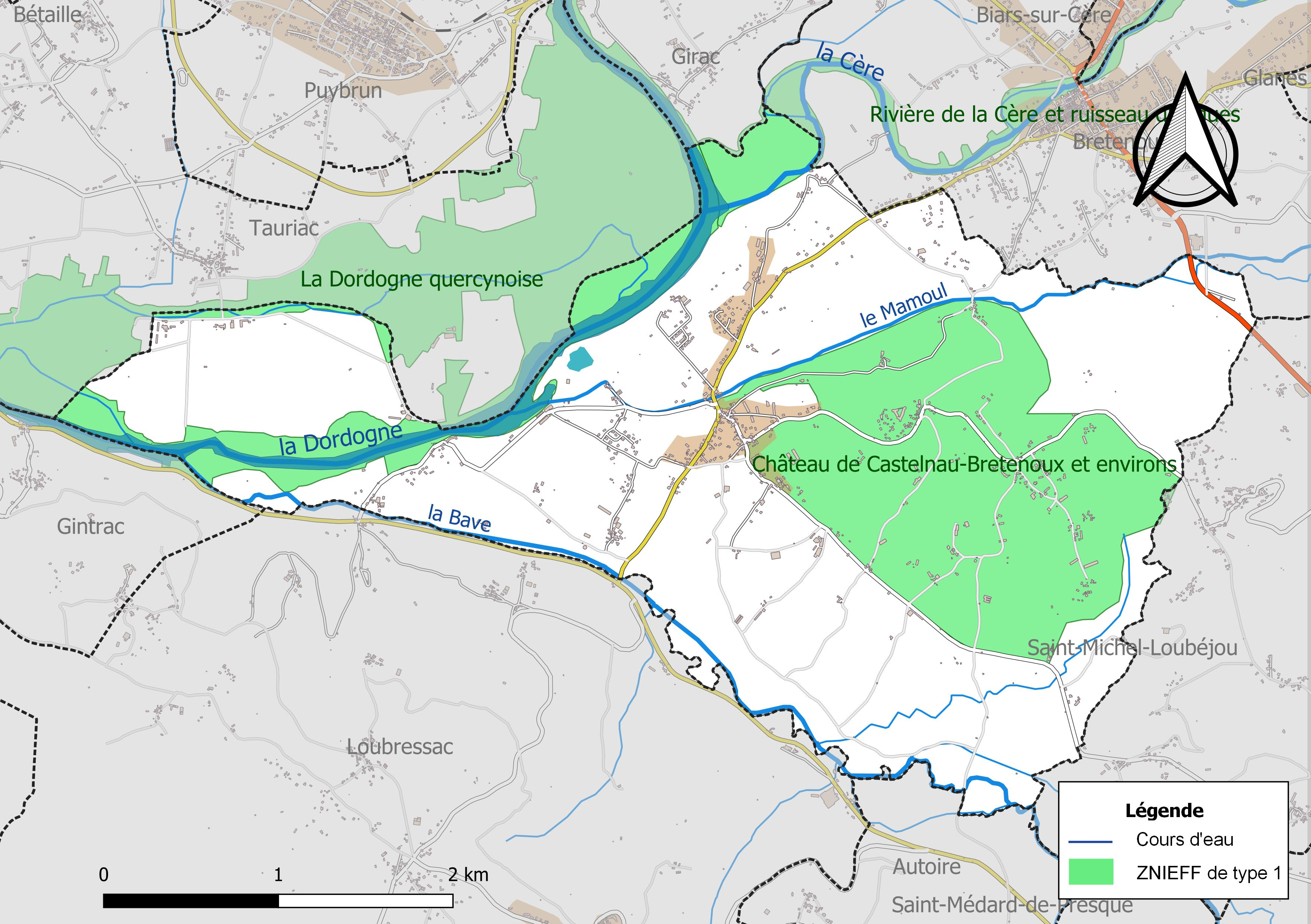
Carte des ZNIEFF de type 1 sur la commune.
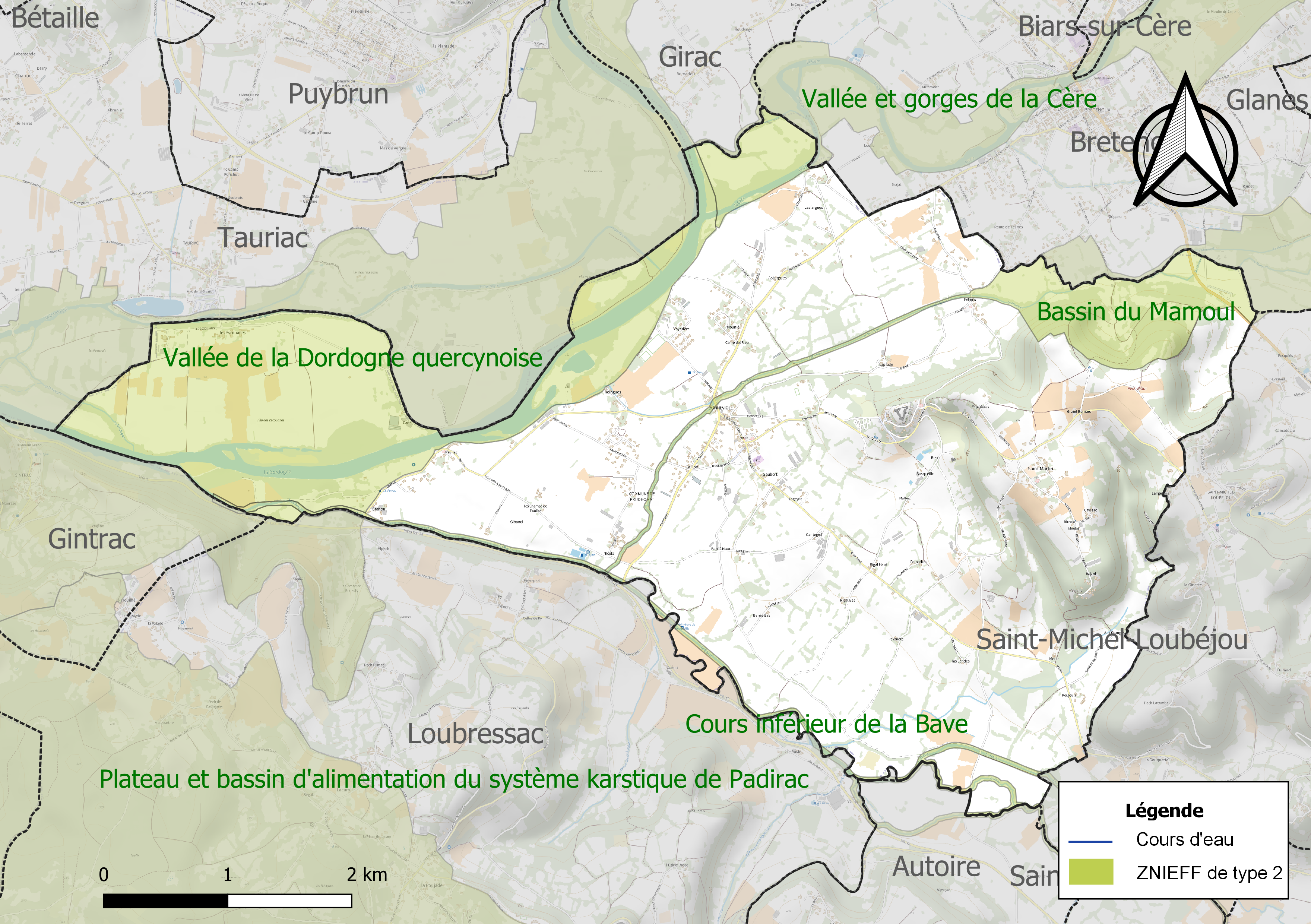
Carte des ZNIEFF de type 2 sur la commune.

## Urbanisme

### Typologie
Au 1er janvier 2024, Prudhomat est catégorisée commune rurale à habitat dispersé, selon la nouvelle grille communale de densité à sept niveaux définie par l'Insee en 2022.
Elle est située hors unité urbaine. Par ailleurs la commune fait partie de l'aire d'attraction de Biars-sur-Cère - Saint-Céré, dont elle est une commune de la couronne,. Cette aire, qui regroupe 49 communes, est catégorisée dans les aires de moins de 50 000 habitants,.

### Occupation des sols
L'occupation des sols de la commune, telle qu'elle ressort de la base de données européenne d’occupation biophysique des sols Corine Land Cover (CLC), est marquée par l'importance des territoires agricoles (77,7 % en 2018), en diminution par rapport à 1990 (79,2 %). La répartition détaillée en 2018 est la suivante : 
zones agricoles hétérogènes (39,2 %), prairies (38,6 %), forêts (13 %), eaux continentales (5,1 %), zones urbanisées (4,2 %). L'évolution de l’occupation des sols de la commune et de ses infrastructures peut être observée sur les différentes représentations cartographiques du territoire : la carte de Cassini (XVIIIe siècle), la carte d'état-major (1820-1866) et les cartes ou photos aériennes de l'IGN pour la période actuelle (1950 à aujourd'hui).

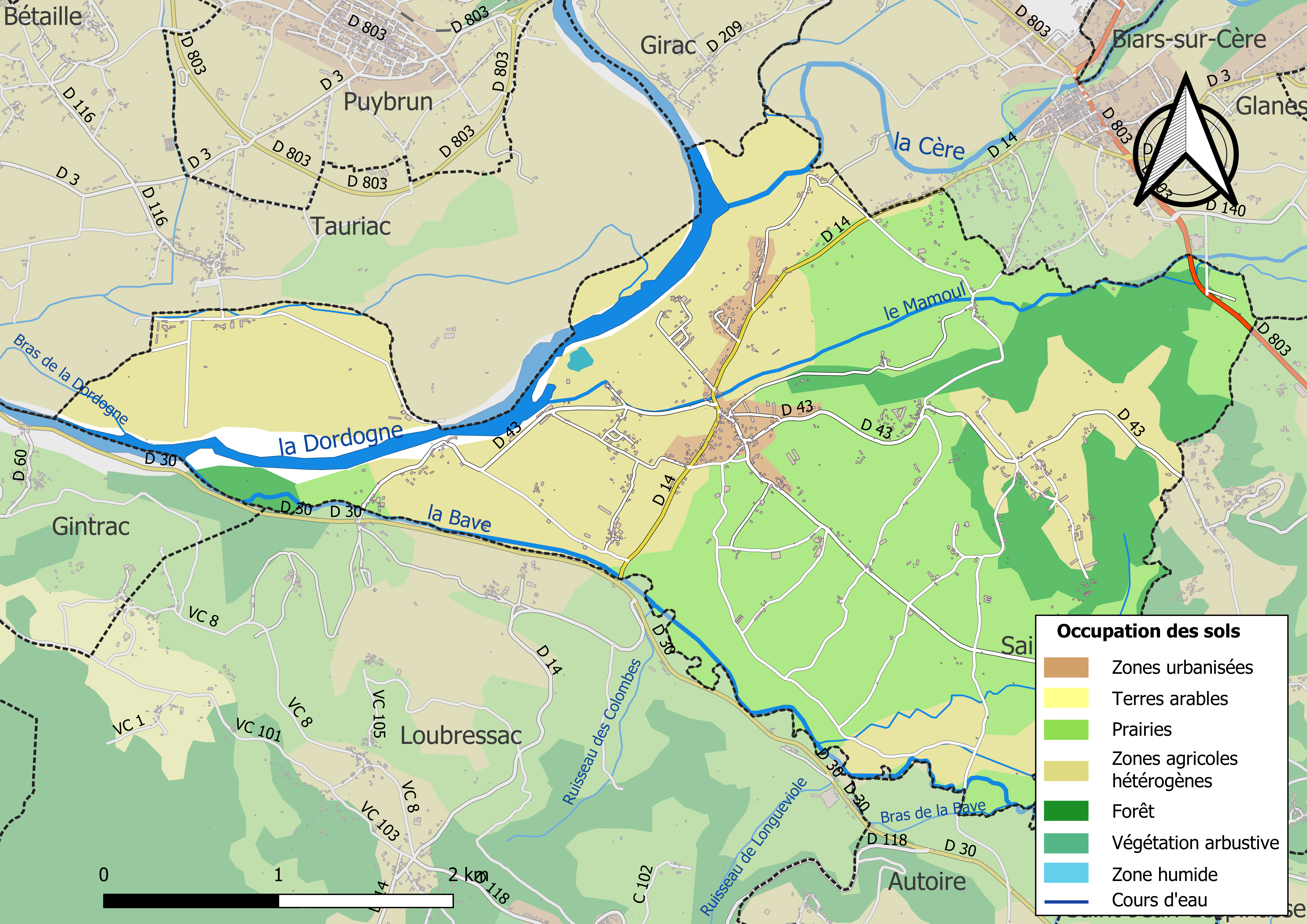
Carte des infrastructures et de l'occupation des sols de la commune en 2018 (CLC).

### Risques majeurs
Le territoire de la commune de Prudhomat est vulnérable à différents aléas naturels : météorologiques (tempête, orage, neige, grand froid, canicule ou sécheresse), inondations, feux de forêts, mouvements de terrains et séisme (sismicité très faible). Il est également exposé à un risque technologique, la rupture d'un barrage. Un site publié par le BRGM permet d'évaluer simplement et rapidement les risques d'un bien localisé soit par son adresse soit par le numéro de sa parcelle.

#### Risques naturels
Certaines parties du territoire communal sont susceptibles d’être affectées par le risque d’inondation par débordement de cours d'eau, notamment la Dordogne, la Cère, la Bave et le Mamoul. La cartographie des zones inondables en ex-Midi-Pyrénées réalisée dans le cadre du XIe Contrat de plan État-région, visant à informer les citoyens et les décideurs sur le risque d’inondation, est accessible sur le site de la DREAL Occitanie. La commune a été reconnue en état de catastrophe naturelle au titre des dommages causés par les inondations et coulées de boue survenues en 1982, 1988, 1989, 1994, 1999 et 2001,.
Prudhomat est exposée au risque de feu de forêt. Un plan départemental de protection des forêts contre les incendies a été approuvé par arrêté préfectoral le 30 novembre 2015 pour la période 2015-2025. Les propriétaires doivent ainsi couper les broussailles, les arbustes et les branches basses sur une profondeur de 50 mètres, aux abords des constructions, chantiers, travaux et installations de toute nature, situées à moins de 200 mètres de terrains en nature
de bois, forêts, plantations, reboisements, landes ou friches. Le brûlage des déchets issus de l’entretien des parcs et jardins des ménages et des collectivités est interdit. L’écobuage est également interdit, ainsi que les feux de type méchouis et barbecues, à l’exception de ceux prévus dans des installations fixes (non situées sous couvert d'arbres) constituant une dépendance d'habitation.

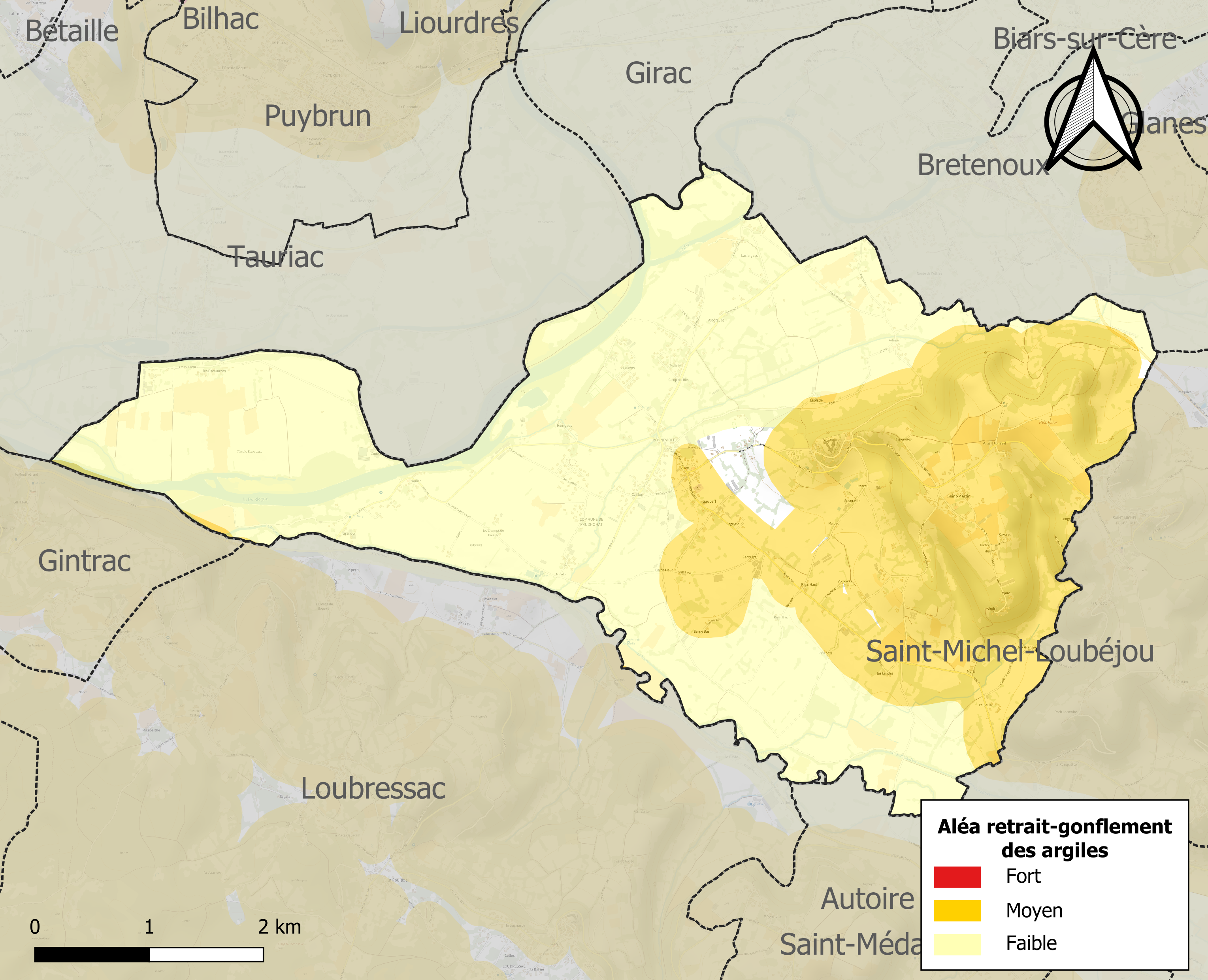
Carte des zones d'aléa retrait-gonflement des sols argileux de Prudhomat.

Les mouvements de terrains susceptibles de se produire sur la commune sont des glissements de terrain et des tassements différentiels.
Le retrait-gonflement des sols argileux est susceptible d'engendrer des dommages importants aux bâtiments en cas d’alternance de périodes de sécheresse et de pluie. 38 % de la superficie communale est en aléa moyen ou fort (67,7 % au niveau départemental et 48,5 % au niveau national). Sur les 447 bâtiments dénombrés sur la commune en 2019, 162 sont en aléa moyen ou fort, soit 36 %, à comparer aux 72 % au niveau départemental et 54 % au niveau national. Une cartographie de l'exposition du territoire national au retrait gonflement des sols argileux est disponible sur le site du BRGM,.
Par ailleurs, afin de mieux appréhender le risque d’affaissement de terrain, l'inventaire national des cavités souterraines permet de localiser celles situées sur la commune.
Concernant les mouvements de terrains, la commune a été reconnue en état de catastrophe naturelle au titre des dommages causés par des mouvements de terrain en 1999.

#### Risques technologiques
La commune est en outre située en aval des barrages de Saint-Étienne-Cantalès et de Bort-les-Orgues, des ouvrages de classe A disposant d'une retenue de respectivement 133 millions et 477 millions de mètres cubes,. À ce titre elle est susceptible d’être touchée par l’onde de submersion consécutive à la rupture d'un de ces ouvrages.

## Toponymie
Le toponyme Prudhomat (en occitan Prudomat) est basé sur le français prud'homme qui désigne ici une communauté de bourgeois élus qui contrôlent la police et les voies de communications.

## Démographie
| 1793 | 1800 | 1806 | 1821 | 1831 | 1836 | 1841 | 1846 | 1851 |
| ---- | ---- | ---- | ---- | ---- | ---- | ---- | ---- | ---- |
| 780  | 762  | 751  | 820  | 855  | 875  | 908  | 888  | 850  |

| 1856 | 1861 | 1866 | 1872 | 1876 | 1881 | 1886 | 1891 | 1896 |
| ---- | ---- | ---- | ---- | ---- | ---- | ---- | ---- | ---- |
| 911  | 873  | 843  | 780  | 808  | 765  | 800  | 767  | 764  |

| 1901 | 1906 | 1911 | 1921 | 1926 | 1931 | 1936 | 1946 | 1954 |
| ---- | ---- | ---- | ---- | ---- | ---- | ---- | ---- | ---- |
| 772  | 722  | 683  | 644  | 594  | 563  | 550  | 509  | 502  |

| 1962 | 1968 | 1975 | 1982 | 1990 | 1999 | 2006 | 2011 | 2016 |
| ---- | ---- | ---- | ---- | ---- | ---- | ---- | ---- | ---- |
| 490  | 472  | 466  | 545  | 594  | 648  | 674  | 728  | 716  |

| 2021 | 2022 | - | - | - | - | - | - | - |
| ---- | ---- | - | - | - | - | - | - | - |
| 729  | 735  | - | - | - | - | - | - | - |

## Économie

### Revenus
En 2018, la commune compte 329 ménages fiscaux, regroupant 767 personnes. La médiane du revenu disponible par unité de consommation est de 20 850 € (20 740 € dans le département).

### Emploi
|                | 2008  | 2013  | 2018  |
| -------------- | ----- | ----- | ----- |
| Commune        | 6 %   | 5,9 % | 8,7 % |
| Département    | 7,3 % | 8,9 % | 9,6 % |
| France entière | 8,3 % | 10 %  | 10 %  |

En 2018, la population âgée de 15 à 64 ans s'élève à 426 personnes, parmi lesquelles on compte 81,6 % d'actifs (72,9 % ayant un emploi et 8,7 % de chômeurs) et 18,4 % d'inactifs,. Depuis 2008, le taux de chômage communal (au sens du recensement) des 15-64 ans est inférieur à celui de la France et du département.
La commune fait partie de la couronne de l'aire d'attraction de Biars-sur-Cère - Saint-Céré, du fait qu'au moins 15 % des actifs travaillent dans le pôle,. Elle compte 129 emplois en 2018, contre 140 en 2013 et 141 en 2008. Le nombre d'actifs ayant un emploi résidant dans la commune est de 313, soit un indicateur de concentration d'emploi de 41,1 % et un taux d'activité parmi les 15 ans ou plus de 58,9 %.
Sur ces 313 actifs de 15 ans ou plus ayant un emploi, 65 travaillent dans la commune, soit 21 % des habitants. Pour se rendre au travail, 88,3 % des habitants utilisent un véhicule personnel ou de fonction à quatre roues, 0,7 % les transports en commun, 4,8 % s'y rendent en deux-roues, à vélo ou à pied et 6,1 % n'ont pas besoin de transport (travail au domicile).

### Activités hors agriculture
45 établissements sont implantés  à Prudhomat au 31 décembre 2019. Le tableau ci-dessous en détaille le nombre par secteur d'activité et compare les ratios avec ceux du département,.
| Secteur d'activité                                                                                        | Commune | Commune | Département |
| Secteur d'activité                                                                                        | Nombre  | %       | %           |
| --- | ------- | ------- | ----------- |
| Ensemble                                                                                                  | 45      | 100 %   | (100 %)     |
| Industrie manufacturière, industries extractives et autres                                                | 7       | 15,6 %  | (14 %)      |
| Construction                                                                                              | 8       | 17,8 %  | (13,9 %)    |
| Commerce de gros et de détail, transports, hébergement et restauration                                    | 10      | 22,2 %  | (29,9 %)    |
| Information et communication                                                                              | 1       | 2,2 %   | (1,8 %)     |
| Activités financières et d'assurance                                                                      | 1       | 2,2 %   | (2,8 %)     |
| Activités immobilières                                                                                    | 1       | 2,2 %   | (3,5 %)     |
| Activités spécialisées, scientifiques et techniques et activités de services administratifs et de soutien | 6       | 13,3 %  | (13,5 %)    |
| Administration publique, enseignement, santé humaine et action sociale                                    | 8       | 17,8 %  | (12 %)      |
| Autres activités de services                                                                              | 3       | 6,7 %   | (8,7 %)     |

Le secteur du commerce de gros et de détail, des transports, de l'hébergement et de la restauration est prépondérant sur la commune puisqu'il représente 22,2 % du nombre total d'établissements de la commune (10 sur les 45 entreprises implantées  à Prudhomat), contre 29,9 % au niveau départemental.

### Agriculture
La commune est dans la Limargue », une petite région agricole occupant une bande verticale à l'est du territoire du département du Lot. En 2020, l'orientation technico-économique de l'agriculture  sur la commune est la polyculture et/ou le polyélevage.
|               | 1988 | 2000 | 2010  | 2020  |
| ------------- | ---- | ---- | ----- | ----- |
| Exploitations | 49   | 44   | 31    | 26    |
| SAU (ha)      | 812  | 961  | 1 022 | 1 456 |

Le nombre d'exploitations agricoles en activité et ayant leur siège dans la commune est passé de 49 lors du recensement agricole de 1988  à 44 en 2000 puis à 31 en 2010 et enfin à 26 en 2020, soit une baisse de 47 % en 32 ans. Le même mouvement est observé à l'échelle du département qui a perdu pendant cette période 60 % de ses exploitations,. La surface agricole utilisée sur la commune est restée relativement stable, passant de 812 ha en 1988 à 1456 ha en 2020. Parallèlement la surface agricole utilisée moyenne par exploitation a augmenté, passant de 17 à 56 ha.

## Culture locale et patrimoine

### Lieux et monuments
- Château de Castelnau-Bretenoux, classée au titre des monuments historiques en 1862[48]
- Collégiale Saint-Louis du château de Castelnau-de-Bretenoux, classée au titre des monuments historiques le 18 mars 1913[49]. Plusieurs objets sont référencés dans la base Palissy[49].
- Chapelle Sainte-Marie du prieuré de Félines, classée au titre des monuments historiques en 1913[50].
- Église Saint-Gilles de Bonneviole, Xe siècle, XIe siècle, XIIe siècle, L'église, à l'exclusion de la façade occidentale et du clocher a été inscrit au titre des monuments historiques en 1979[51]. Plusieurs objets sont référencés dans la base Palissy[51].
- Église Saint-Julien de Pauliac. L'édifice est référencé dans la base Mérimée et à l'Inventaire général de la région Occitanie[52]. Plusieurs objets sont référencés dans la base Palissy[52].
- Église Saint-Martin de Saint-Martin-des-Bois.
- Église Saint-Pierre de l'ancien prieuré de Félines.

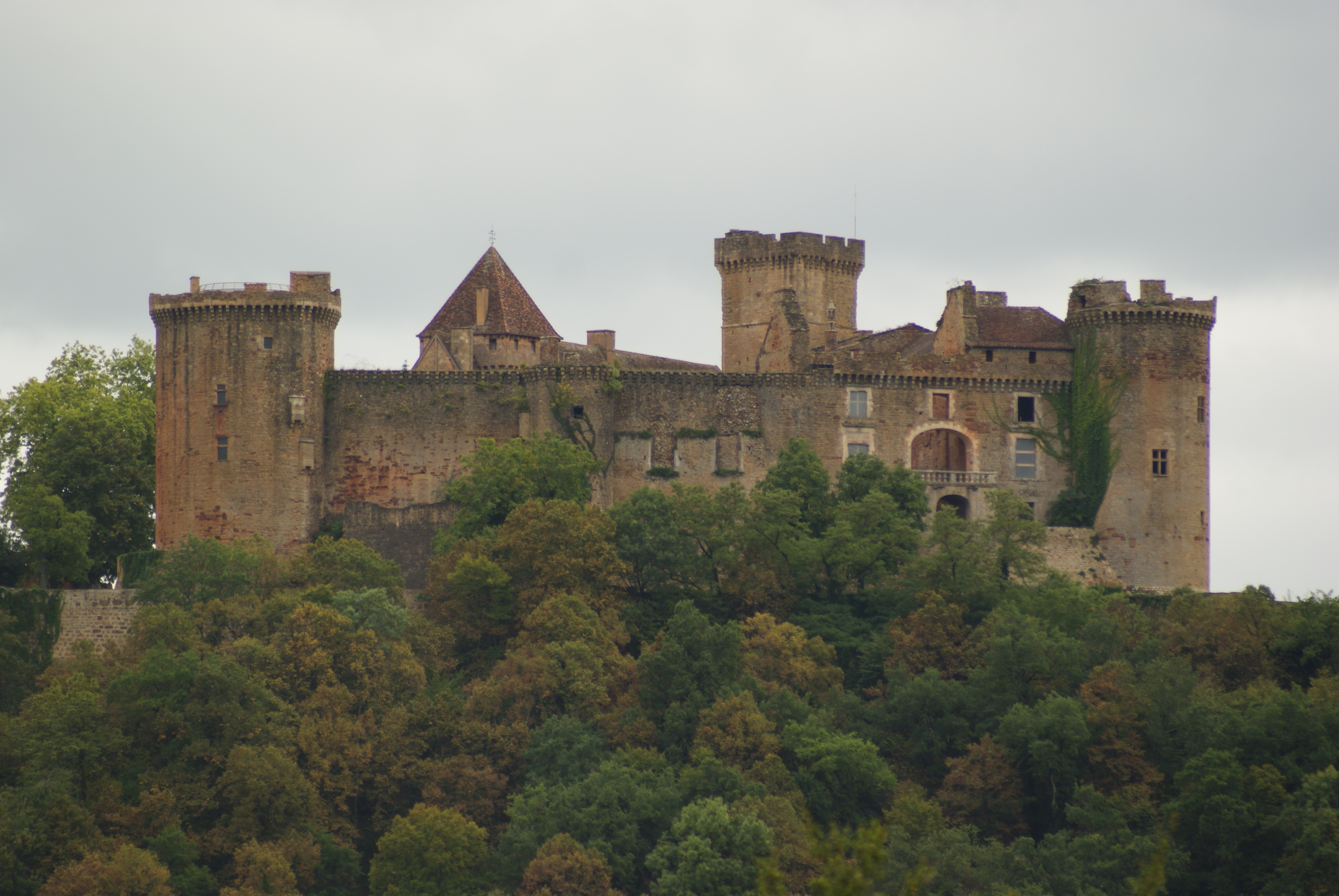
Le château de Castelnau-Bretenoux
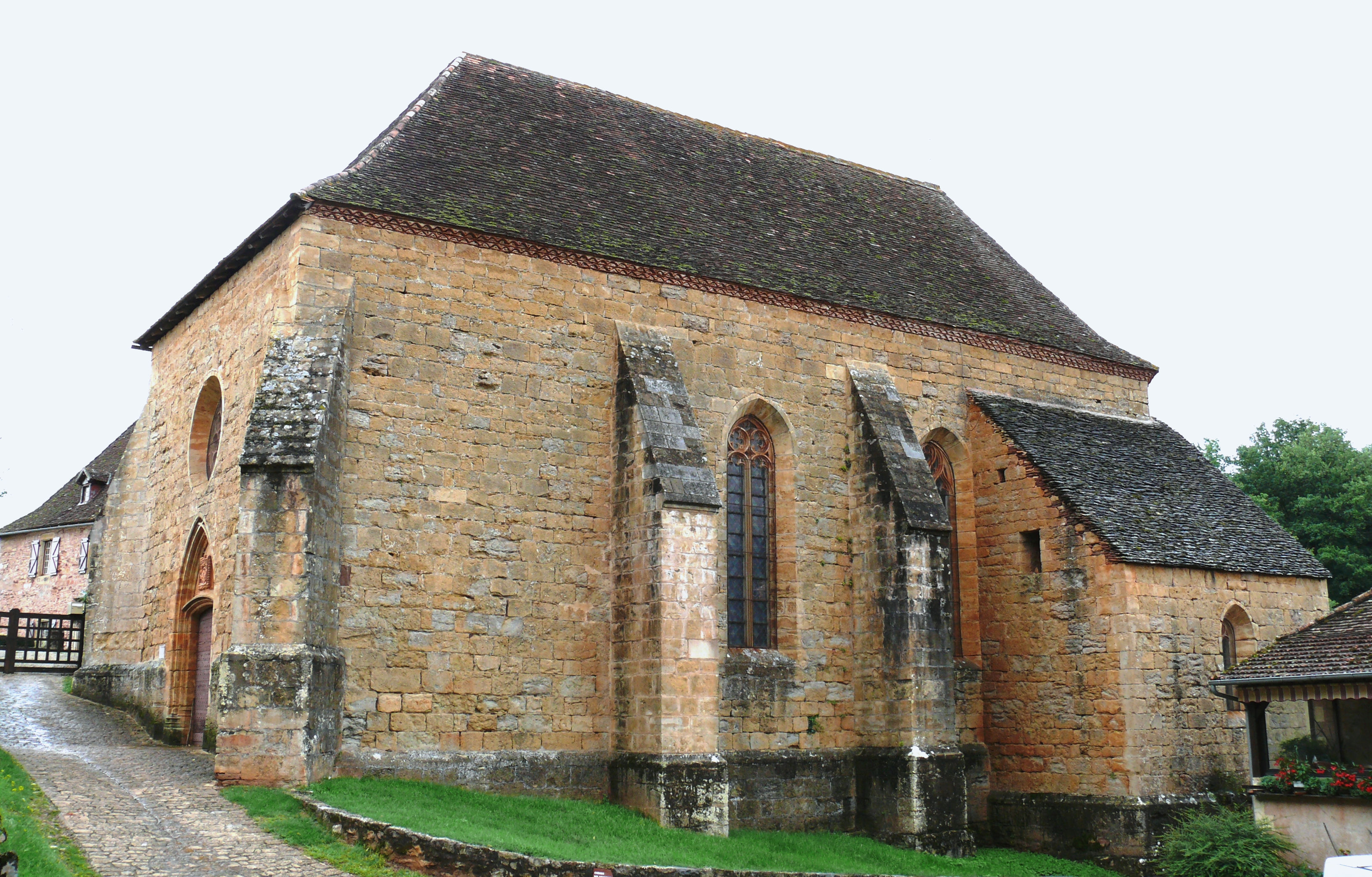
Collégiale Saint-Louis du château de Castelnau-Bretenoux
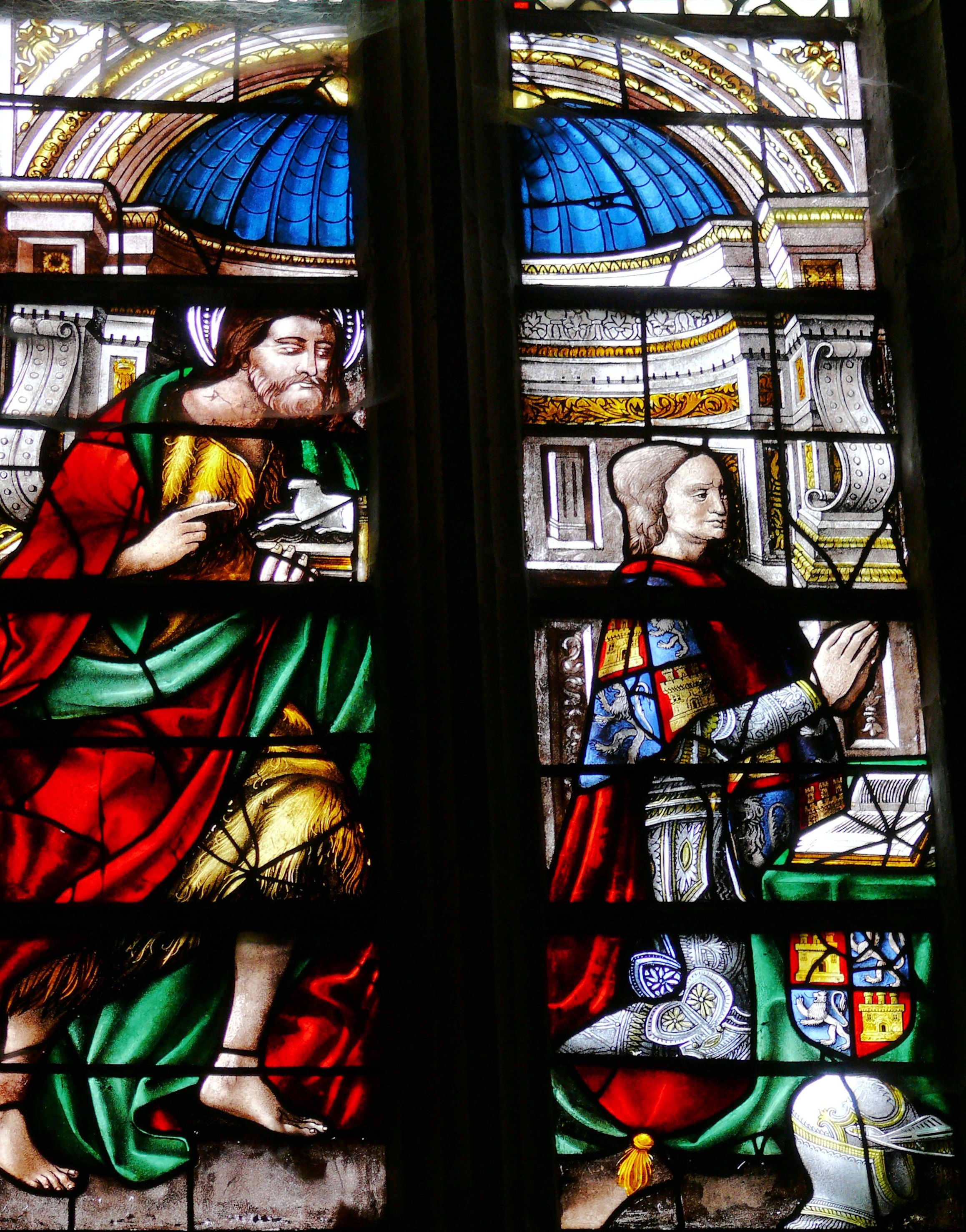
Vitrail de la collégiale Saint-Louis
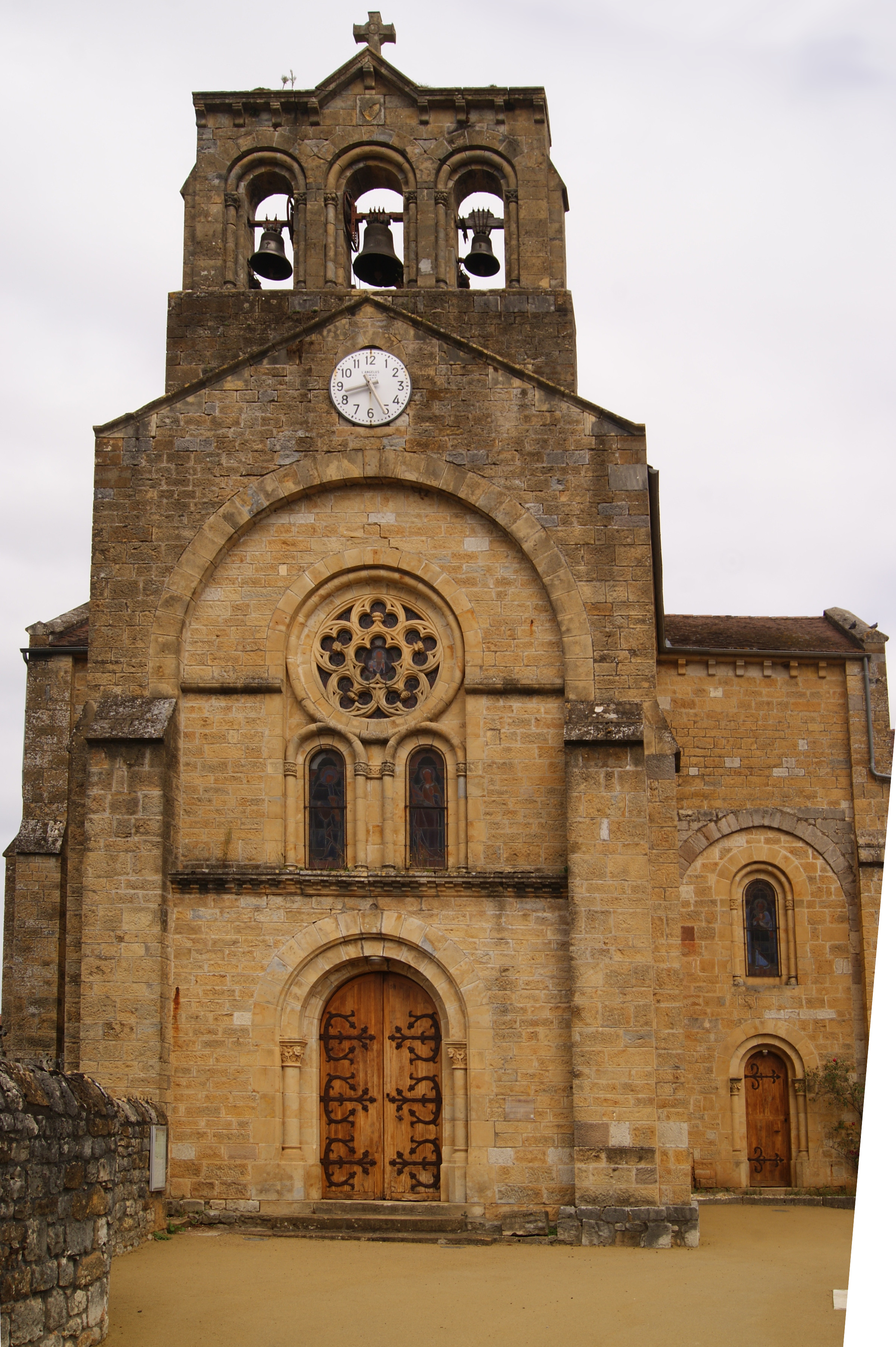
Église Saint-Gilles de Bonneviole.
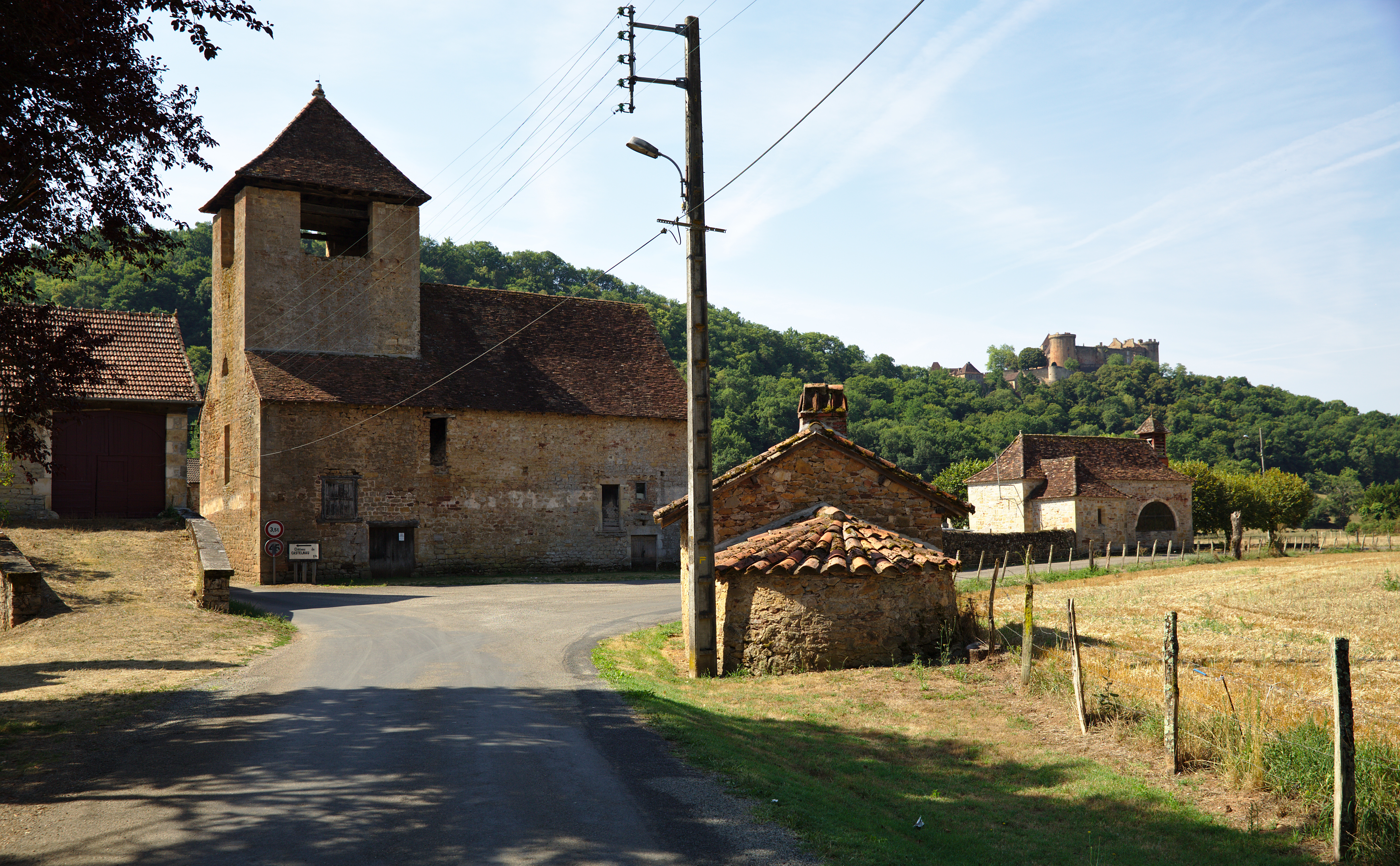
Église Saint-Pierre de l'ancien prieuré de Félines
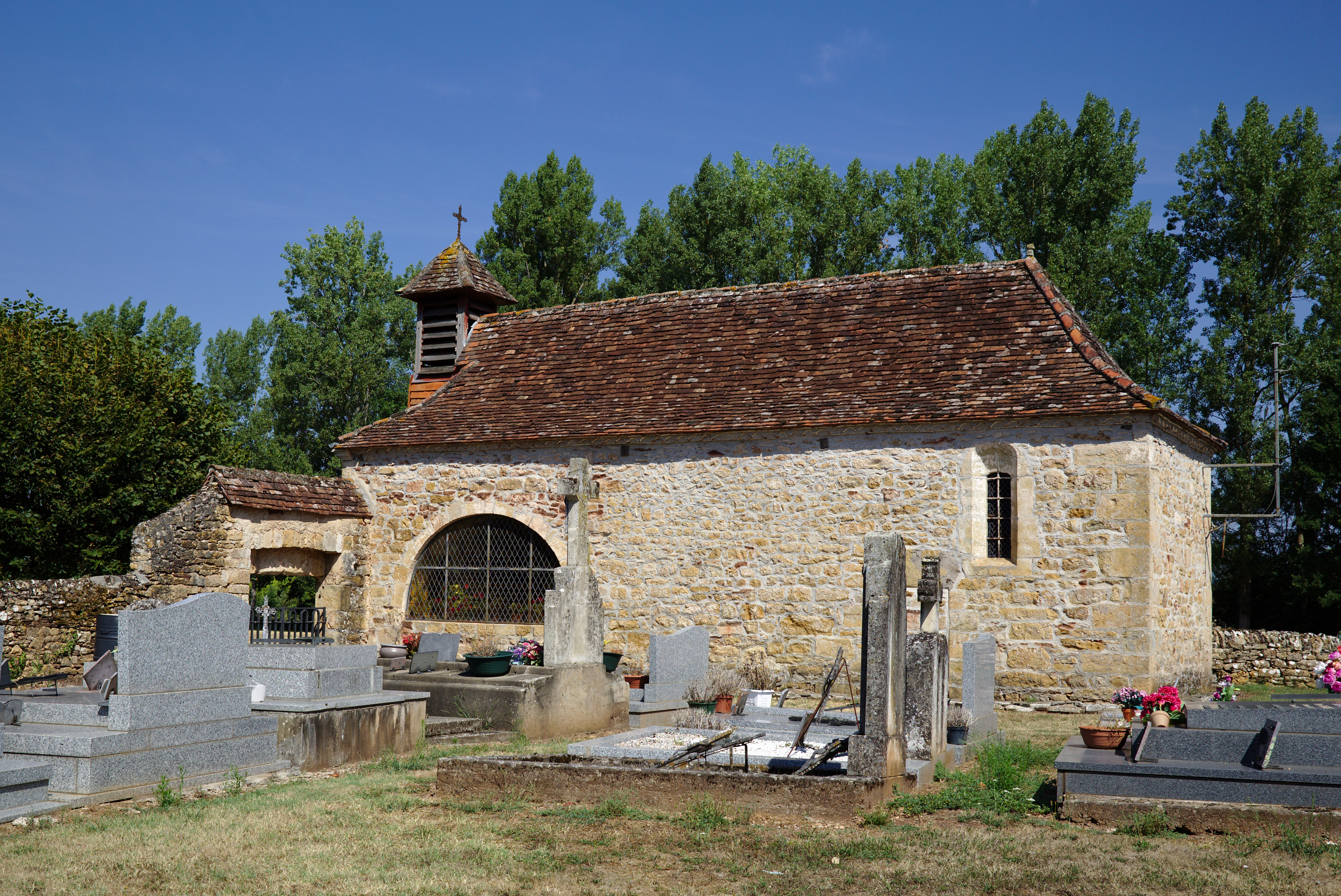
Chapelle Sainte-Marie de Félines

## Vie locale

### Enseignement
Regroupement pédagogique intercommunal formé entre Saint-Michel-Loubéjou et Prudhomat

### Sports
Championnat d'Europe d'aéroglisseurs les 17 et 18 juillet 2010 organisés par le  club Quercy Aéroglisseurs

#### Site de l'Insee
1. ↑  « La grille communale de densité », sur le site de l'Insee, 28 mai 2024 (consulté le 28 juin 2024).
2. 1 2  Insee, « Métadonnées de la commune de Prudhomat ».
3. ↑  « Liste des communes composant l'aire d'attraction de Biars-sur-Cère - Saint-Céré », sur le site de l'Insee (consulté le 28 juin 2024).
4. ↑  Marie-Pierre de Bellefon, Pascal Eusebio, Jocelyn Forest, Olivier Pégaz-Blanc et Raymond Warnod (Insee), « En France, neuf personnes sur dix vivent dans l’aire d’attraction d’une ville », sur le site de l'Insee, 21 octobre 2020 (consulté le 28 juin 2024).
5. ↑  « REV T1 - Ménages fiscaux de l'année 2018 à Prudhomat » (consulté le 5 février 2022).
6. ↑  « REV T1 - Ménages fiscaux de l'année 2018 dans le Lot » (consulté le 5 février 2022).
7. 1 2  « Emp T1 - Population de 15 à 64 ans par type d'activité en 2018 à Prudhomat » (consulté le 5 février 2022).
8. ↑  « Emp T1 - Population de 15 à 64 ans par type d'activité en 2018 dans le Lot » (consulté le 5 février 2022).
9. ↑  « Emp T1 - Population de 15 à 64 ans par type d'activité en 2018 dans la France entière » (consulté le 5 février 2022).
10. ↑  « Base des aires d'attraction des villes 2020 », sur site de l'Insee (consulté le 10 avril 2021).
11. ↑  « Emp T5 - Emploi et activité en 2018 à Prudhomat » (consulté le 5 février 2022).
12. ↑  « ACT T4 - Lieu de travail des actifs de 15 ans ou plus ayant un emploi qui résident dans la commune en 2018 » (consulté le 5 février 2022).
13. ↑  « ACT G2 - Part des moyens de transport utilisés pour se rendre au travail en 2018 » (consulté le 5 février 2022).
14. ↑  « DEN T5 - Nombre d'établissements par secteur d'activité au 31 décembre 2019 à Prudhomat » (consulté le 14 février 2022).
15. ↑  « DEN T5 - Nombre d'établissements par secteur d'activité au 31 décembre 2019 dans le Lot » (consulté le 14 février 2022).

#### Autres sources
1. ↑  Carte IGN sous Géoportail
2. 1 2  Daniel Joly, Thierry Brossard, Hervé Cardot, Jean Cavailhes, Mohamed Hilal et Pierre Wavresky, « Les types de climats en France, une construction spatiale », Cybergéo, revue européenne de géographie - European Journal of Geography, no 501,‎ 18 juin 2010 (DOI 10.4000/cybergeo.23155, lire en ligne, consulté le 14 novembre 2023)
3. ↑  « Zonages climatiques en France métropolitaine. », sur pluiesextremes.meteo.fr (consulté le 14 novembre 2023).
4. ↑  « Orthodromie entre Prudhomat et Sousceyrac-en-Quercy », sur fr.distance.to (consulté le 14 novembre 2023).
5. ↑  « Station Météo-France « Comiac » (commune de Sousceyrac-en-Quercy) - fiche climatologique - période 1991-2020 », sur donneespubliques.meteofrance.fr (consulté le 14 novembre 2023).
6. ↑  « Station Météo-France « Comiac » (commune de Sousceyrac-en-Quercy) - fiche de métadonnées. », sur donneespubliques.meteofrance.fr (consulté le 14 novembre 2023).
7. ↑  « Climadiag Commune : diagnostiquez les enjeux climatiques de votre collectivité. », sur meteofrance.fr, novembre 2022 (consulté le 14 novembre 2023).
8. ↑  « Les espaces protégés. », sur le site de l'INPN (consulté le 10 mai 2022).
9. ↑  « Liste des espaces protégés sur la commune », sur le site de l'inventaire national du patrimoine naturel (consulté le 2 septembre 2021).
10. ↑  « Réserve de biosphère du bassin de la Dordogne », sur mab-france.org (consulté le 2 septembre 2021).
11. ↑  « Bassin de la Dordogne - zone tampon - fiche descriptive », sur le site de l'inventaire national du patrimoine naturel (consulté le 1er septembre 2021).
12. ↑  « le « cours lotois de la Dordogne » - fiche descriptive », sur le site de l'inventaire national du patrimoine naturel (consulté le 2 septembre 2021).
13. ↑  Réseau européen Natura 2000, Ministère de la transition écologique et solidaire
14. ↑  « Liste des zones Natura 2000 de la commune de Prudhomat », sur le site de l'Inventaire national du patrimoine naturel (consulté le 2 septembre 2021).
15. ↑  « site Natura 2000 FR7300898 - fiche descriptive », sur le site de l'inventaire national du patrimoine naturel (consulté le 2 septembre 2021).
16. ↑  « site Natura 2000 FR7300900 - fiche descriptive », sur le site de l'inventaire national du patrimoine naturel (consulté le 2 septembre 2021).
17. 1 2  « Liste des ZNIEFF de la commune de Prudhomat », sur le site de l'Inventaire national du patrimoine naturel (consulté le 2 septembre 2021).
18. ↑  « ZNIEFF le « château de Castelnau-Bretenoux et environs » - fiche descriptive », sur le site de l'inventaire national du patrimoine naturel (consulté le 2 septembre 2021).
19. ↑  « ZNIEFF « la Dordogne quercynoise » - fiche descriptive », sur le site de l'inventaire national du patrimoine naturel (consulté le 1er septembre 2021).
20. ↑  « ZNIEFF la « rivière de la Cère et ruisseau d'Orgues » - fiche descriptive », sur le site de l'inventaire national du patrimoine naturel (consulté le 2 septembre 2021).
21. ↑  « ZNIEFF le « bassin du Mamoul » - fiche descriptive », sur le site de l'inventaire national du patrimoine naturel (consulté le 2 septembre 2021).
22. ↑  « ZNIEFF le « cours inférieur de la Bave » - fiche descriptive », sur le site de l'inventaire national du patrimoine naturel (consulté le 2 septembre 2021).
23. ↑  « ZNIEFF la « vallée de la Dordogne quercynoise » - fiche descriptive », sur le site de l'inventaire national du patrimoine naturel (consulté le 1er septembre 2021).
24. ↑  « ZNIEFF la « vallée et gorges de la Cère » - fiche descriptive », sur le site de l'inventaire national du patrimoine naturel (consulté le 2 septembre 2021).
25. ↑  « CORINE Land Cover (CLC) - Répartition des superficies en 15 postes d'occupation des sols (métropole). », sur le site des données et études statistiques du ministère de la Transition écologique. (consulté le 14 avril 2021).
26. 1 2 3  « Les risques près de chez moi - commune de Prudhomat », sur Géorisques (consulté le 17 octobre 2022).
27. ↑  BRGM, « Évaluez simplement et rapidement les risques de votre bien », sur Géorisques (consulté le 13 septembre 2022).
28. ↑  DREAL Occitanie, « CIZI », sur occitanie.developpement-durable.gouv.fr (consulté le 13 septembre 2022).
29. ↑  « Dossier départemental des risques majeurs dans le Lot », sur lot.gouv.fr (consulté le 13 septembre 2022), partie 1 -  chapitre Risque inondation.
30. ↑  « Dossier départemental des risques majeurs dans le Lot », sur lot.gouv.fr (consulté le 13 septembre 2022).
31. ↑  « Dossier départemental des risques majeurs dans le Lot », sur lot.gouv.fr (consulté le 13 septembre 2022), chapitre Mouvements de terrain.
32. ↑  « Retrait-gonflement des argiles », sur le site de l'observatoire national des risques naturels (consulté le 13 septembre 2022).
33. ↑  « Liste des cavités souterraines localisées sur la commune de Prudhomat », sur georisques.gouv.fr (consulté le 13 septembre 2022).
34. ↑  Article R214-112 du code de l’environnement
35. ↑  « barrage de Saint-Étienne-Cantalès », sur barrages-cfbr.eu (consulté le 13 septembre 2022).
36. ↑  « barrage de Bort-les-Orgues », sur barrages-cfbr.eu (consulté le 13 septembre 2022).
37. ↑  « Dossier départemental des risques majeurs dans le Lot », sur lot.gouv.fr (consulté le 13 septembre 2022), chapitre Risque rupture de barrage.
38. ↑  Gaston Bazalgues, À la découverte des noms de lieux du Quercy : Toponymie lotoise, Gourdon, Éditions de la Bouriane et du Quercy, juin 2002, 127 p. (ISBN 2-910540-16-2), p. 118.
39. ↑  « Les maires de Prudhomat », sur Site francegenweb, 19 février 2011 (consulté le 18 juillet 2018).
40. ↑  L'organisation du recensement, sur insee.fr.
41. ↑  Calendrier départemental des recensements, sur insee.fr.
42. ↑  Des villages de Cassini aux communes d'aujourd'hui sur le site de l'École des hautes études en sciences sociales.
43. ↑  Fiches Insee - Populations de référence de la commune pour les années 2006, 2007, 2008, 2009, 2010, 2011, 2012, 2013, 2014, 2015, 2016, 2017, 2018, 2019, 2020, 2021 et 2022.
44. ↑  « Les régions agricoles (RA), petites régions agricoles(PRA) - Année de référence : 2017 », sur agreste.agriculture.gouv.fr (consulté le 14 février 2022).
45. ↑  Présentation des premiers résultats du recensement agricole 2020, Ministère de l’agriculture et de l’alimentation, 10 décembre 2021
46. 1 2  « Fiche de recensement agricole - Exploitations ayant leur siège dans la commune de Prudhomat - Données générales », sur recensement-agricole.agriculture.gouv.fr (consulté le 14 février 2022).
47. ↑  « Fiche de recensement agricole - Exploitations ayant leur siège dans le département du Lot » (consulté le 14 février 2022).
48. ↑  « Château », notice no PA00095185, sur la plateforme ouverte du patrimoine, base Mérimée, ministère français de la Culture, consultée le 2 décembre 2011.
49. 1 2  « Église du château de Castelnau-de-Bretenoux », notice no PA00095187, sur la plateforme ouverte du patrimoine, base Mérimée, ministère français de la Culture.
50. ↑  « Chapelle », notice no PA00095187, sur la plateforme ouverte du patrimoine, base Mérimée, ministère français de la Culture, consultée le 2 décembre 2011.
51. 1 2  « Église Saint-Gilles de Bonneviole », notice no PA00095186, sur la plateforme ouverte du patrimoine, base Mérimée, ministère français de la Culture, consultée le 2 décembre 2011.
52. 1 2  « Église paroissiale Saint-Julien », sur pop.culture.gouv.fr (consulté le 8 juin 2021).
53. ↑  http://www.wmaker.net/mobbe/CHAMPIONNATS-D-EUROPE-D-AEROGLISSEURS-a-PRUDHOMAT-LOT_a1629.html